# Georg Mehlis
Georg Mehlis (né le 8 mars 1878 et mort le 13 novembre 1942) est un philosophe néo-kantien allemand. Il fut d'abord un philosophe de l'histoire dans le style de Heinrich Rickert.
Il édite (avec Richard Kroner) Logos, Internationale Zeitschrift für Philosophie der Kultur, à partir de 1910 (Logos était le titre à partir de 1912), qui a été contribué par de nombreuses grandes figures intellectuelles allemandes 
Il s'est trouvé dans les années 1920 vers un intérêt pour le mysticisme ; puis a écrit des livres sur le fascisme. Ses idées sur l'esthétique ont été reprises par Susanne Langer. 

## Travaux
- Georg Mehlis, Die Geschichtsphilosophie Auguste Comtes, 1909.
- Georg Mehlis, Einführing dans ein Systeme der Religionsphilosophie, 1917.
- Georg Mehlis, Probleme der Ethik, 1918.
- Georg Mehlis, Über Formen der modernen Lyrik und Epik (Axel Lübbe). Eine kunstphilosophische Studie, 1922.
- Georg Mehlis, Die deutsche Romantik, 1922.
- Georg Mehlis, Plotin, 1924.
- Georg Mehlis, Die Mystik in der Fülle ihrer Erscheinungsformen in allen Zeiten und Kulturen, 1927.
- Georg Mehlis, Die Idee Mussolinis und der Sinn des Faschismus, 1928.
- Georg Mehlis, Der Staat Mussolinis, 1929.
- Georg Mehlis, Philosophie der Gegenwart, 1932.
- Georg Mehlis, Freiheit und Faschismus, 1934.